# الذاهر (مستباء)

تعديل مصدري - تعديل

الذاهر هي إحدى قرى عزلة شرق مستباء بمديرية مستباء التابعة لمحافظة حجة، بلغ تعداد سكانها 220 نسمة حسب تعداد اليمن لعام 2004.